# Історія двигуна внутрішнього згоряння
Історія двигуна внутрішнього згорання розглядає перебіг подій, які привели до створення життєво важливої частини автомобіля.
Над розробкою  двигуна внутрішнього згоряння працювало багато різних вчених та інженерів.
1791 р. - Джон Барбер розробив турбіну.
1794 р. - Томас Мід запатентував газовий двигун, в цьому ж році Роберт Стріт запатентував двигун внутрішнього згоряння, який також першим застосував рідке паливо (нафта) і  побудував двигун.
1798 р. - Джон Стівенс спроектував перший американський двигун внутрішнього згоряння.
1807 р. - французькі інженери Нісефор і Клод Ніепс керували прототипом двигуна внутрішнього згоряння, в якому використовували контрольований вибух пилу. Цей двигун назвали Піреолофор. Він приводив у рух човен на річці Сона, Франція.
Того ж 1807 року швейцарський інженер Франсуа Ісаак де Ріваз побудував і запатентував двигун внутрішнього згоряння, що працює на кисні та водні. Паливо у ньому зберігалося в аеростаті, а іскра  запалювалась електрично ручним спусковим гачком.
1813 р. - Франсуа Ісаак де Ріваз, пристосував його до сирого чотириколісного універсала і вперше проїхав на ньому 100 метрів. Цей випадок увійшов в історію як перший автомобіль.
1823 р. Семюель Браун запатентував перший двигун внутрішнього згоряння, який застосовувався в промисловості США, а один з його двигунів закачував воду на каналі Кройдон з 1830 по 1836 рр.
1827р. - Семюель Браун  також продемонстрував човен, який використовував його двигун на Темзі році, і моторний екіпаж в 1828 році.
1853 р. - Отець Еудженіо Барсанті, італійський інженер, разом із Феліче Маттеуччі з Флоренції винайшли перший справжній двигун внутрішнього згоряння.  Їх заявка на патент була задоволена в Лондоні 12 червня 1854 р. та опублікована в лондонському Morning Journal під назвою "Специфікація Євгена Барсанті та Фелікса Маттеучі, отримання рушійної сили вибухом газів".
1860 р. - бельгієць Жан Джозеф Етьєн Ленуар випустив газовий двигун внутрішнього згоряння.
1864 року Ніколаус Отто запатентував перший атмосферний газовий двигун.
1872 року американець Джордж Брейтон винайшов перший комерційний двигун внутрішнього згоряння на рідкому паливі.
1876 року Ніколаус Отто, працюючи з   Вільгельмом Майбахом та Готлібом Даймлером, запатентував стиснений зарядний чотиритактний цикловий двигун.
1879 року Карл Бенц запатентував надійний двотактний газовий двигун.
1892 року Рудольф Дізель розробив перший стиснений заряд - двигун із запаленням від стиску.
1926 року Роберт Годдар випустив першу ракету на рідкому паливі.
1939 року Heinkel He 178 став першим у світі літаком з турбореактивним двигуном.
1954 року німецький інженер Фелікс Ванкель запатентував "безпоршневий" двигун з використанням ексцентричної поворотної конструкції.

## До 1860р

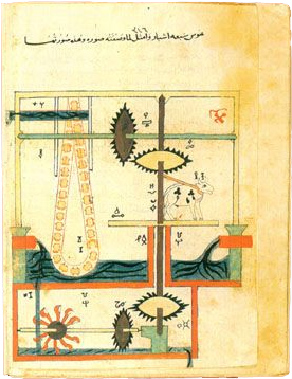
гідравлічний пристрій ланцюгового насоса аль-Джазарі

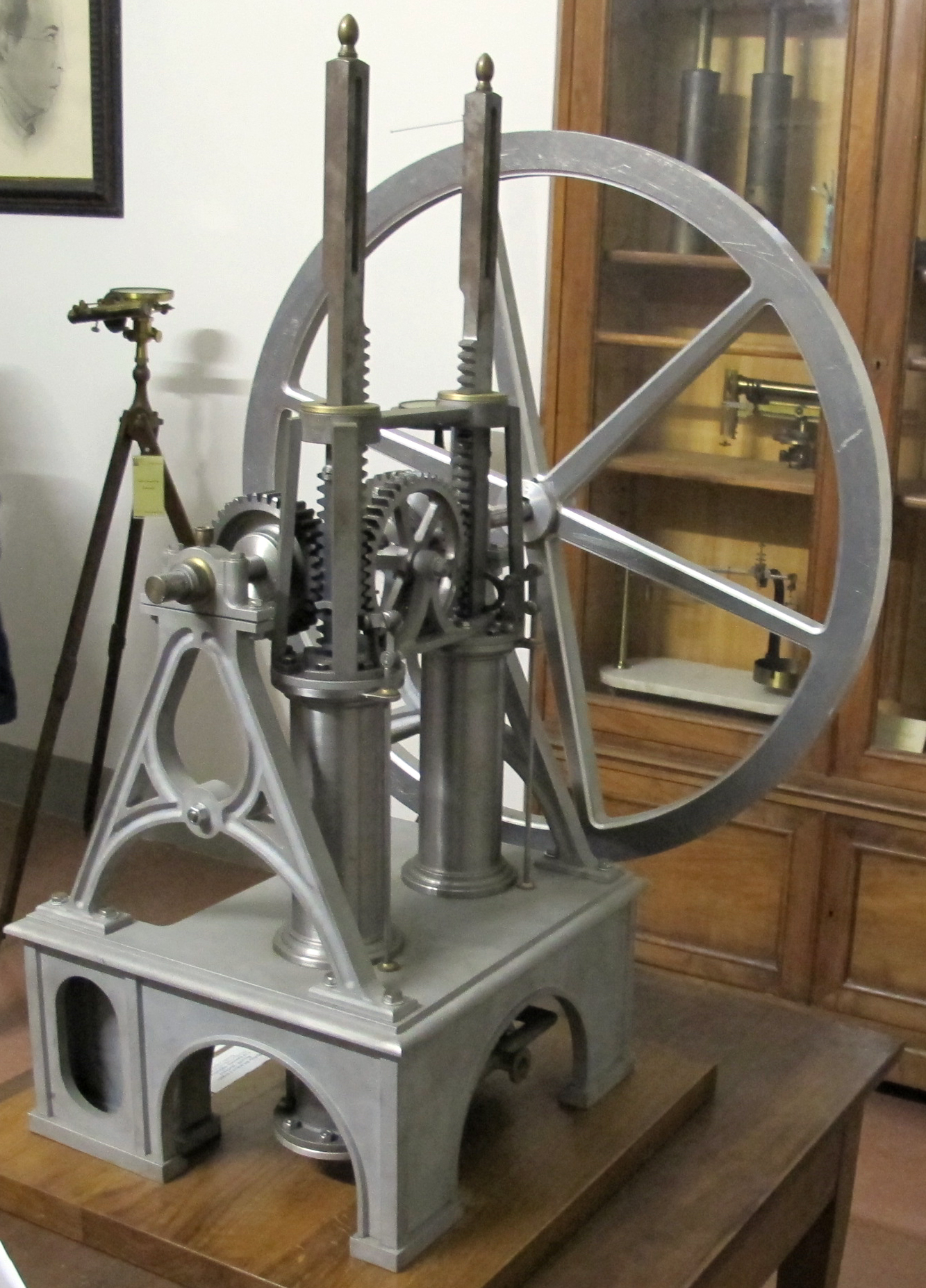
Модель двигуна Барсанті-Маттейччі (1853) у Осваторіото Ксіменіано у Флоренції

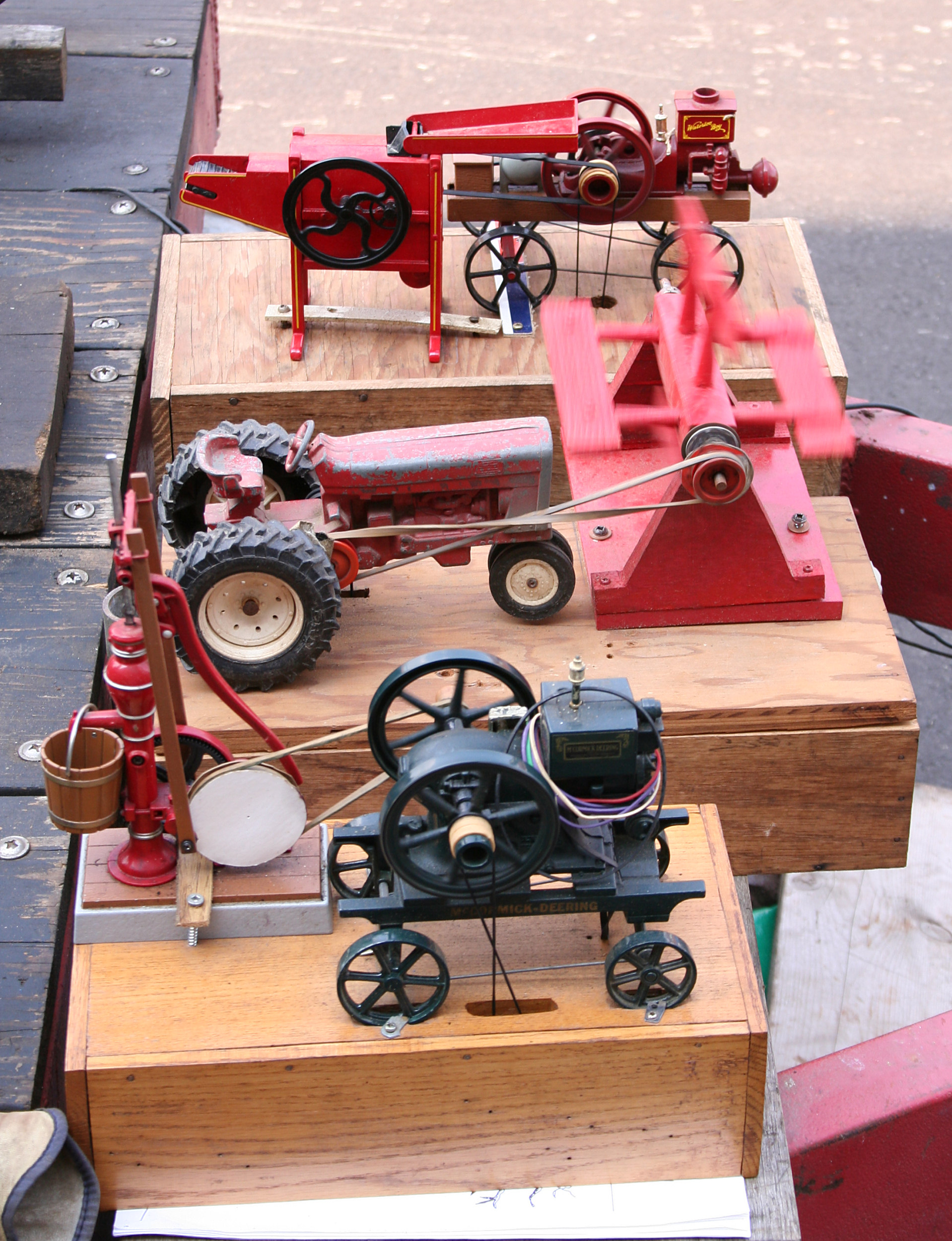
Двигуни раннього внутрішнього згоряння використовувались для живлення сільськогосподарського обладнання, подібного до цих моделей.

- 202 р. До н. Е. - 220 р. Н. Е. Найдавніші ручні рукоятки з’явилися в Китаї за часів династії Хань.[1]
- 3 століття н.е.: докази механізму кривошипа та шатуна датуються лісопилкою Ієраполіс у Візантійській Малій Азії, яка тоді була частиною Римської імперії.
- 6 століття: Кілька лісопильних заводів використовують кривошипно-шатунний механізм у Малій Азії та Сирії, яка тоді була частиною Візантійської імперії.
- 9 століття: кривошип з’являється в середині 9 століття в декількох гідравлічних пристроях, описаних братами Бану Муса у своїй Книзі винахідливих пристроїв.[2]
- 1206: Аль-Джазарі винайшов ранній колінчастий вал   який він включив у кривошипно-шатунний механізм у своєму двоциліндровому насосі. Як і сучасний колінчастий вал, механізм Аль-Джазарі складався з колеса, що приводило в рух кілька кривошипних штифтів, при цьому рух колеса був круговим, а штирі рухалися вперед-назад по прямій лінії.[3] Колінчастий вал, описаний Аль-Джазарі  [4] перетворює безперервний обертальний рух у лінійний зворотно-поступальний рух.
- 17 століття: Семюель Морланд експериментує з використанням пороху для приводу водяних насосів.
- 17 століття: Крістіан Гюйгенс розробляє порох для приведення в дію водяних насосів для подачі 3000 кубічних метрів води на день для садів палацу Версаля, по суті, створюючи першу ідею елементарного поршневого двигуна внутрішнього згоряння.
- 1780-ті: Алессандро Вольта побудував іграшковий електричний пістолет [5] в якому електрична іскра вибухнула сумішшю повітря та водню, вистріливши пробку з кінця пістолета.
- 1791: Джон Барбер отримує британський патент № 1833 на «Спосіб підняття легкозаймистого повітря» з метою виробництва руху та полегшення металургійних операцій. У ній він описує турбіну.
- 1794: Роберт-стріт побудував безкомпресійний двигун. Він також першим застосував рідке паливо в двигуні внутрішнього згоряння.[6]
- 1794: Томас Мід запатентував газовий двигун.[7]
- 1798: Джон Стівенс будує перший двигун внутрішнього згоряння з використанням колінчастого валу подвійної дії.
- 1801: Філіп Лебон Д'Гумберштейн пропонує компресію в двотактному двигуні.
- 1807: Нісефор Ніепс встановив свій "мох, вугільний пил і смола", що підживлював піреолофорний двигун внутрішнього згоряння, у човні і приводив у дію річку Сона у Франції. Згодом імператор Наполеон Бонапарт видав патент 20 липня 1807 року.
- 1807: швейцарський інженер Франсуа Ісаак де Ріваз побудував двигун внутрішнього згоряння, що працює на суміші водню та кисню та запалюється електричною іскрою. (Див. 1780-ті роки: Алессандро Вольта вище. ) [8]
- 1823: Семюель Браун запатентував перший двигун внутрішнього згоряння, який застосовувався промислово, газовий вакуумний двигун. Конструкція використовувала атмосферний тиск і була продемонстрована в екіпажі та човні, а в 1830 році комерційно перекачувала воду на верхній рівень Кройдонського каналу.
- 1824: французький фізик Саді Карно встановив термодинамічну теорію ідеалізованих теплових двигунів.
- 1826 1 квітня: американець Семюель Морі отримав патент на безкомпресійний "газовий або паровий двигун".[9] Це також перший записаний приклад карбюратора.
- 1833: Лемюель Велман Райт, патент Великої Британії. 6525, газовий двигун настільного типу. Бензиновий двигун подвійної дії, перший запис циліндра з водою.[10]
- 1838: Патент було видано Вільяму Барнетту, патент Великої Британії. 7615 квітня 1838 року. За словами Клірка Дугальда, це було перше зафіксоване використання компресії в циліндрах.[11]
- 1853–1857: Еуджоніо Барсанті та Феліче Маттеуччі винайшли та запатентували двигун Барсанті-Маттеуччі - двигун внутрішнього згоряння з використанням принципу вільного поршня в атмосферному двоцикловому двигуні.[12][13]
- 1856: у Флоренції в Фондерія-дель-Піньйоне (нині Нуово-Піньйоне, згодом дочірня компанія General Electric ), П'єтро Беніні реалізував діючий прототип італійського двигуна, що постачає 5 HP. У наступні роки він розробив більш потужні двигуни — з одним або двома поршнями — які служили стабільними джерелами живлення, замінюючи парові машини.
- 1857: Еудженіо Барсанті та Феліче Маттеуччі описують принципи роботи вільно-поршневого двигуна, коли вакуум після вибуху дозволяє атмосферному тиску забезпечувати потужність удару (британський патент № 1625).

## 1860–1920

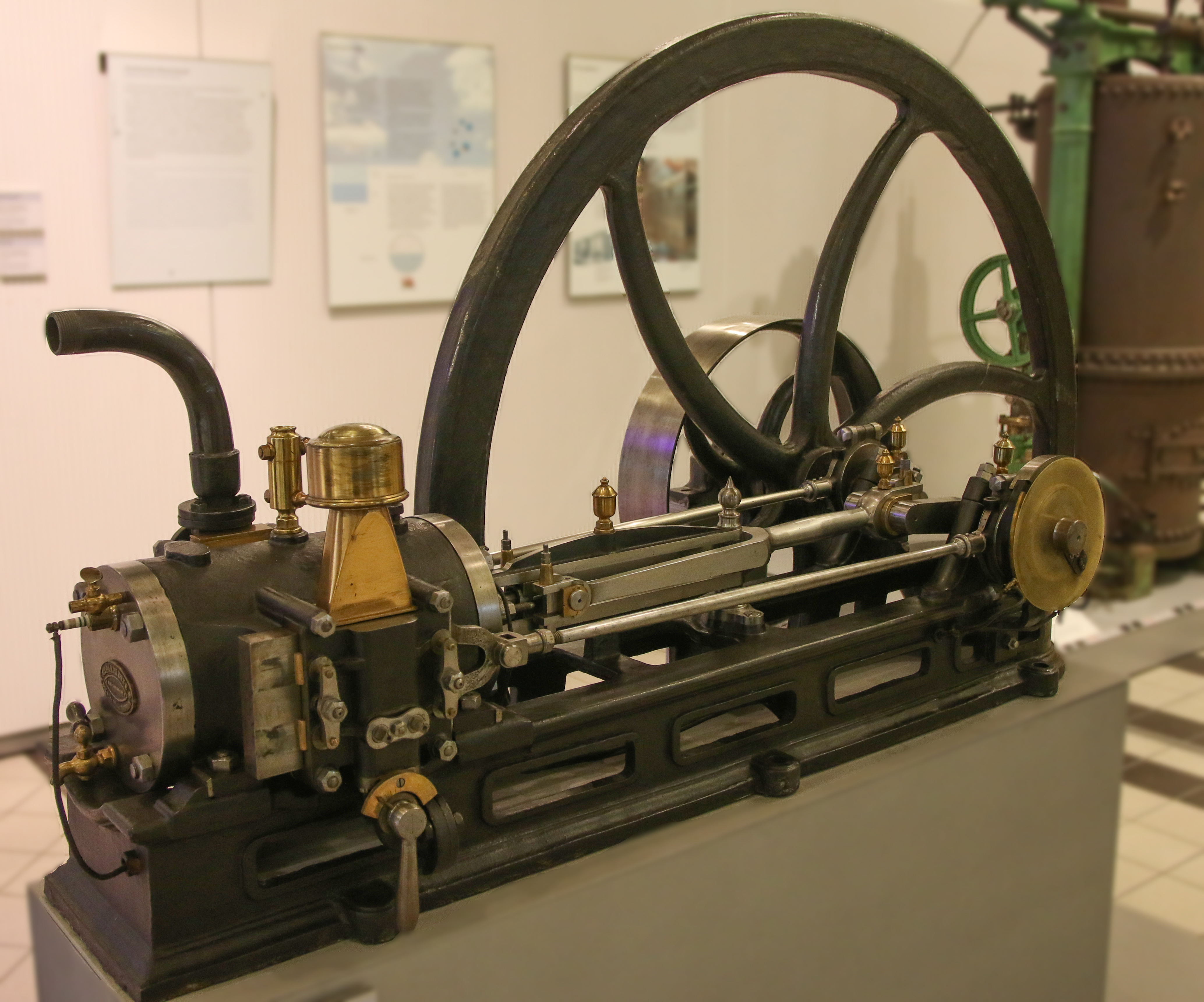
Газовий двигун Ленуар

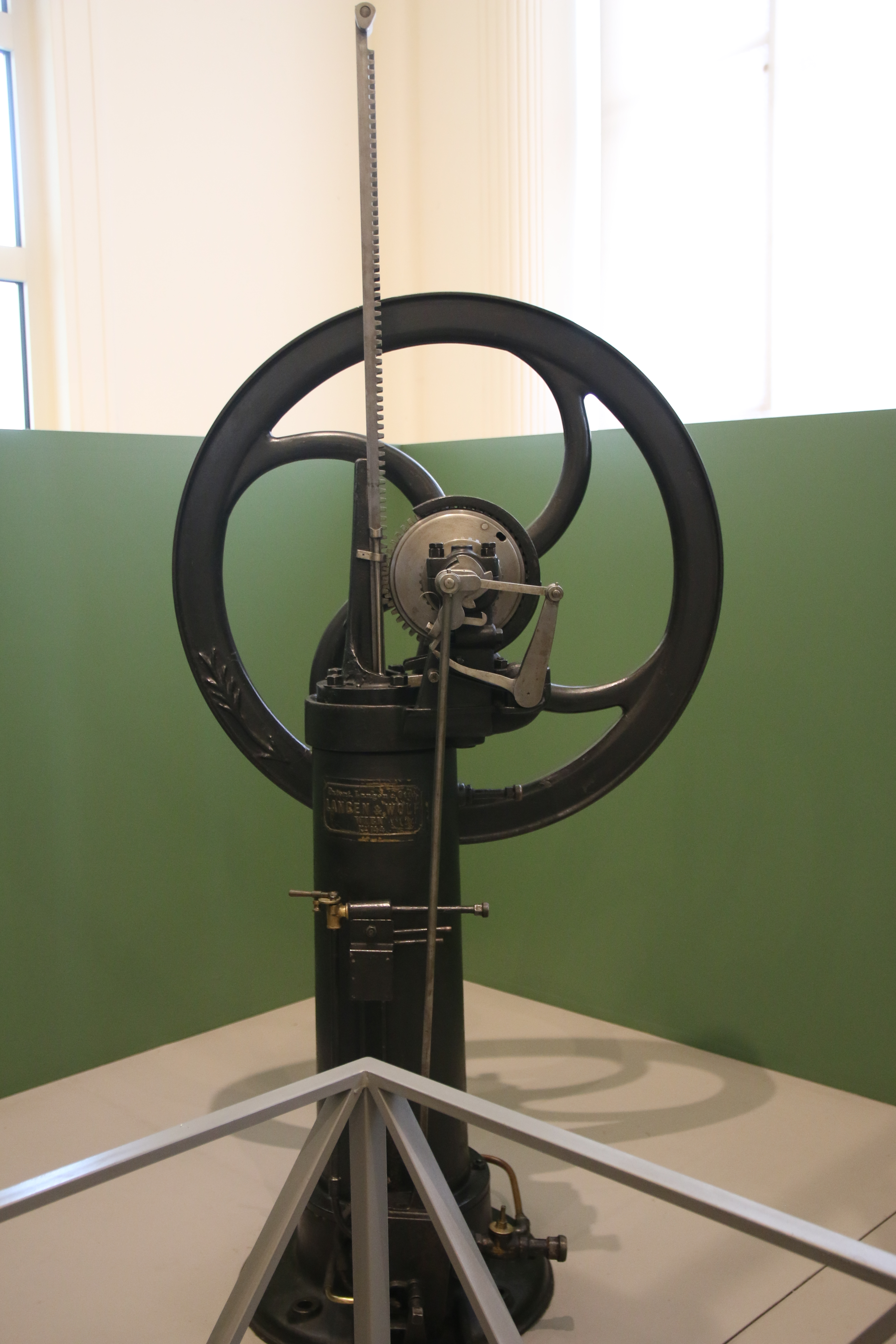
Двигун Отто-Лангена, 1860-ті. Цей двигун є "атмосферним", що означає, що він не стискається

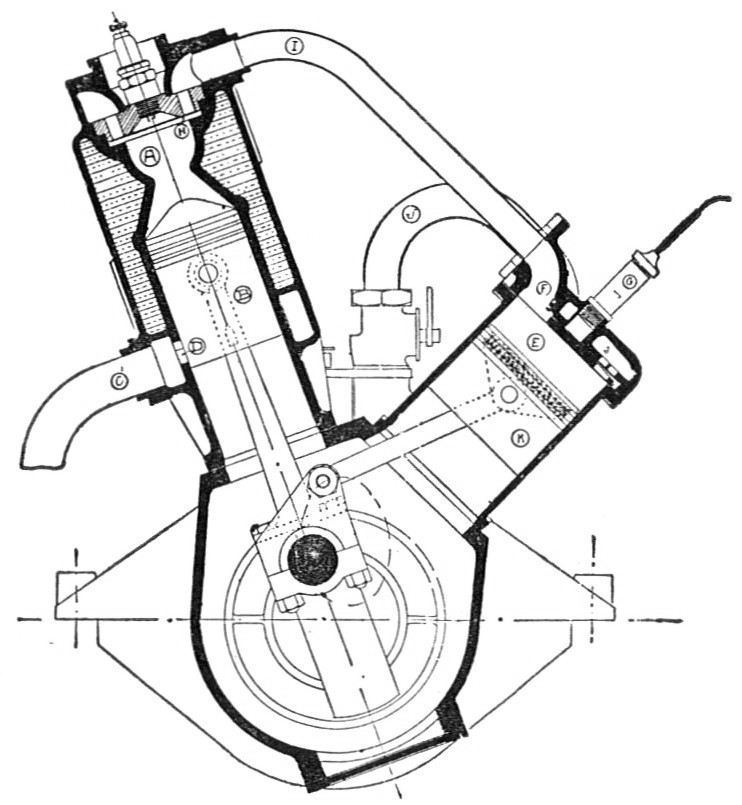
Двотактний двигун сера Дугальда Клерка з 1879 року

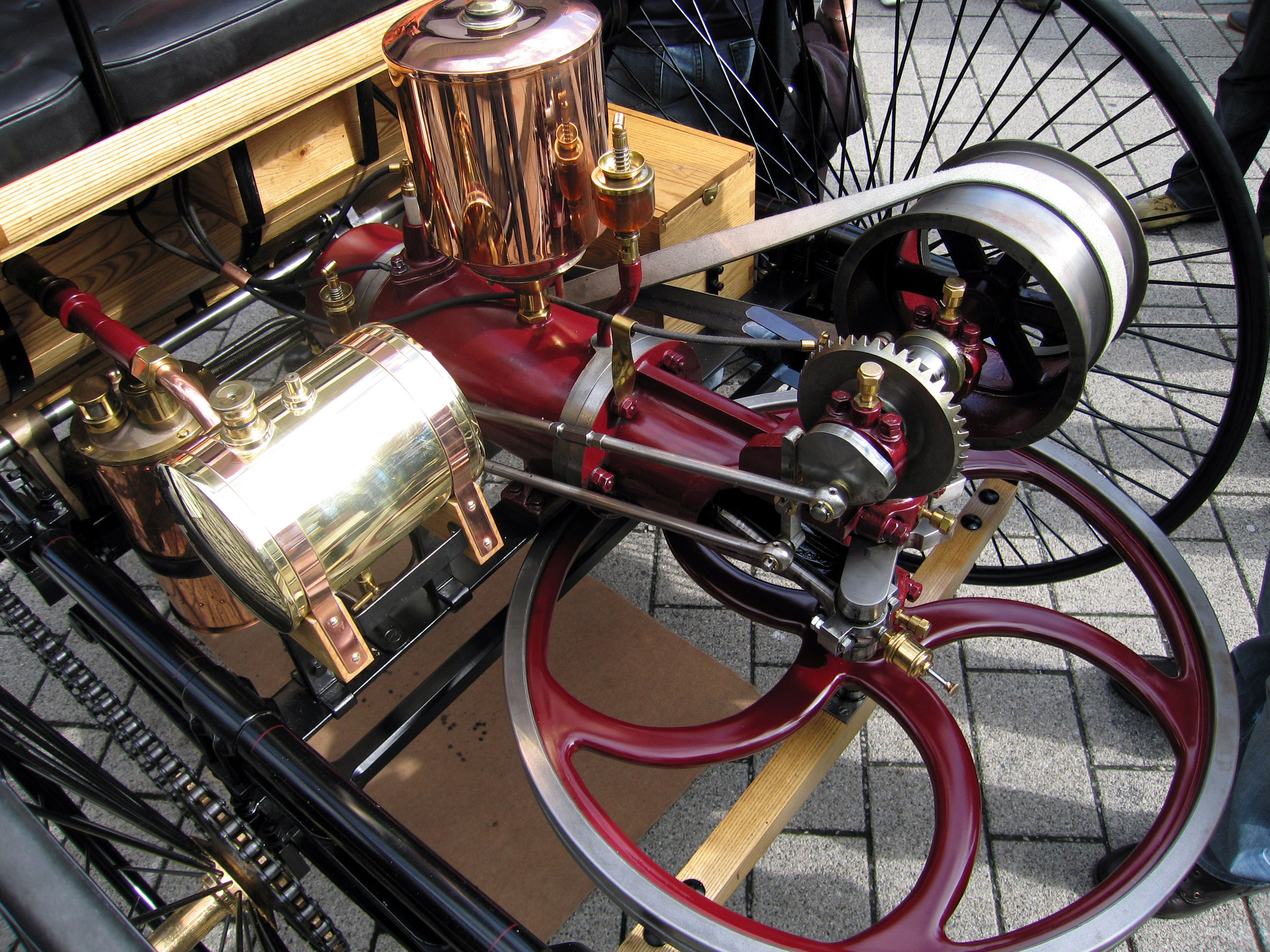
Цей двигун внутрішнього згоряння був невід'ємною частиною патенту на перший запатентований автомобіль, виготовленого Карлом Бенцом 29 січня 1886 року.

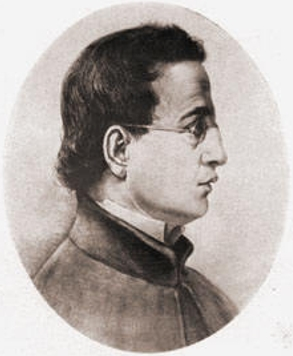
Євгеніо Барсанті

- 1860: Жан Джозеф Етьєн Ленуар винайшов газовий двигун внутрішнього згоряння та подав заявку на патент «Повітряний двигун, розширений згорянням газу». Його двигун зовні схожий на горизонтальну парову машину подвійної дії з циліндрами, поршнями, шатунами та маховиком, в якому газ по суті зайняв місце пари. Нібито декілька з цих двигунів були побудовані та використовувались комерційно в Парижі.[14] Фрідріх Сасс вважає двигун Lenoir першим функціональним двигуном внутрішнього згоряння.[14]
- 1861: Ніколаус Отто наказав Майклу Джозефу Зонсу побудувати копію двигуна Ленуар для експериментальних цілей.[14] Пізніше того ж року Зонс побудував для Отто другий двигун, чотирициліндровий, двотактний агрегат.[14]
- 1861: Альфонс Бо де Роша винайшов чотиритактний принцип роботи. Він опублікував есе під назвою «Нові дослідження практичних умов використання тепла та загалом рушійної сили.» Заявка Avec на підставі навігації та подання заявки на патент. Патент був виданий у Франції, однак він складається лише з тексту, але не включає жодних креслень чотиритактного двигуна. Врешті-решт патент був визнаний недійсним через два роки; жодна копія не зберігалася в архіві французького патентного відомства.[14]
- 1863: Отто спроектував атмосферний газовий двигун, який ще раз побудував Зонс.[14] Отто намагався подати заявку на патент, але патент в Пруссії не був наданий.[14]
- 1864: У Відні Зігфрід Маркус поставив на ручну візок атмосферний бензиновий двигун. Нібито, він проїхав 200 метрів.[14]
- 1864: Євген Ланген приєднався до Отто і вдосконалив атмосферний газовий двигун.[14]
- 1865: П’єр Гюгон розпочав виробництво двигуна Hugon, подібного до двигуна Lenoir, але з кращою економічністю та надійнішим запалюванням полум'я.[15]
- 1867: Отто і Ланген виставили свій вільний поршневий двигун на Паризькій виставці в 1867 році, і вони виграли найбільшу нагороду. У нього було менше половини споживання газу двигунами Lenoir або Hugon.[14]
- 1868: Євген Ланген та Ніколаус Отто отримали патент на атмосферний газовий двигун.[14]
- 1872: В Америці Джордж Брайтон подав заявку на патент на готовий двигун Брейтона. Він використовував згоряння з постійним тиском і був першим комерційним двигуном внутрішнього згоряння на рідкому паливі. У 1876 році він був запущений у виробництво.[14]
- 1875: Ніколаус Отто, працюючи з Franz Rings, розробив перший функціональний стиснений зарядний чотиритактний двигун. На початку 1876 року він був випробуваний. Двигун являв собою одноциліндровий агрегат об'ємом 6,1 дм³ і потужністю 3 к.с. (2206 Вт) при 180 об/хв з витратою палива 0,95 м³ / п.с.[14] У 1876 році Вільгельм Майбах вдосконалив двигун, змінивши конструкцію шатуна і поршня з багажника на поперечну головку (тепер він дає двигуну ход 400 мм, збільшуючи робочий об'єм до 8,143 дм³), щоб він міг бути запущений у серійне виробництво.[14]
- 1876: Отто подав заявку на патент на багатошаровий зарядний двигун, який використовував би чотиритактний принцип. Патент був виданий в 1876 р. в Ельзас-Лотарингії та перетворений на німецький патент у 1877 р. (DRP 532, 4 серпня 1877 р.)[14]
- 1878: Клієнт Дугальд спроектував перший двотактний двигун із компресією в циліндрах. Він запатентував його в Англії в 1881 році.
- 1879: Карл Бенц, працюючи самостійно, отримав патент на надійний двотактний двигун внутрішнього згоряння та газовий двигун.
- 1882: Джеймс Аткінсон винайшов цикловий двигун Аткінсона. Двигун Аткінсона мав одну фазу потужності на оборот разом з різними обсягами впуску та розширення, що потенційно робило його більш ефективним, ніж цикл Отто, але, безумовно, уникало патенту Отто.
- 1884: британський інженер Едвард Батлер сконструював перший бензиновий двигун внутрішнього згоряння. Батлер винайшов свічку запалювання, магніто запалювання, котушку запалювання та струминний карбюратор і був першим, хто вжив слово бензин.[16]
- 1885: німецький інженер Готліб Даймлер отримав німецький патент на нагнітач.[17]
- 1885/1886 Карл Бенц спроектував і побудував власний чотиритактний двигун, який використовувався в його автомобілі, який був розроблений в 1885 році, запатентований в 1886 році і став першим автомобілем у серійному виробництві.
- 1887: Густав де Лаваль представляє насадку де Лаваль
- 1889: Фелікс Міллет починає розробку першого автомобіля, що працює на роторному двигуні в історії транспортування.
- 1891: Герберт Акройд Стюарт побудував свій нафтовий двигун, орендуючи права на будівництво в Англії Хорнсбі. Вони побудували перші двигуни із запаленням від стиснення з холодним запуском. У 1892 році вони встановили перші на водонасосній станції. У тому ж році експериментальна версія вищого тиску виробляла самопідтримку займання лише шляхом стиснення.
- 1892: Рудольф Дізель розробив перший двигун із запаленням від компресії.[18]
- 1893 23 лютого: Рудольф Дізель отримав патент на свій двигун із запаленням від стиснення (дизель).
- 1896: Карл Бенц винайшов боксерський двигун, також відомий як горизонтально розташований двигун, або плоский двигун, в якому відповідні поршні одночасно досягають верхньої мертвої точки, таким чином врівноважуючи один одного за імпульсом.
- 1897: Роберт Бош був першим, хто пристосував магніто запалювання до двигуна автомобіля
- 1898: Фей Олівер Фарвелл розробляє прототип лінійки автомобілів Адамса-Фарвелла, всі з яких мають три або п'ять циліндрових роторних двигунів внутрішнього згоряння.
- 1900: Рудольф Дізель продемонстрував дизельний двигун на виставці Universelle 1900 (Всесвітня виставка), використовуючи паливо з арахісового масла (див. Біодизель).[19]
- 1900: Вільгельм Майбах спроектував двигун, побудований у Daimler Motoren Gesellschaft — згідно з вимогами Еміля Єллінека — який вимагав, щоб двигун отримав назву Daimler-Mercedes на честь своєї дочки. У 1902 році автомобілі з цим двигуном були випущені у виробництво компанією DMG.[20][21]
- 1902: французький інженер Леон Левавасер винайшов конфігурацію двигуна внутрішнього згоряння V8, спочатку використовуючи його для руху авіації та швидкісного катера.
- 1903: Костянтин Ціолковський починає цикл теоретичних робіт, в яких обговорюється питання використання ракетних кораблів для відкриття космічного простору. Основним моментом у його роботі є ракети на рідкому паливі.
- 1903: Егідіус Еллінг будує газову турбіну з використанням відцентрового компресора, що працює від власної потужності. За більшістю визначень, це перша робоча газова турбіна.
- 1905: Альфред Бучі патентує турбокомпресор і починає випускати перші зразки.
- 1903–1906: Команда Арменго та Лемена у Франції побудувала повністю газотурбінний двигун. Він використовує три окремі компресори, що рухаються однією турбіною. Обмеження температур турбіни допускають лише ступінь стиснення 3:1, причому турбіна не базується на «вентиляторі», подібному Парсонсу, а на колесоподібному розташуванні Пелтона. Двигун настільки неефективний, із тепловою ефективністю близько 3 %, що від роботи відмовляються.
- 1908: новозеландський винахідник Ернест Годвард відкрив мотоцикл у Інверкаргіллі та оснастив імпортні велосипеди власним винаходом — бензиновим економістом.[22] Його економісти працювали так само добре на автомобілях, як і на мотоциклах.
- 1908: Ганс Хольцварт починає роботу над великими дослідженнями газової турбіни «вибухового циклу» на основі циклу Отто. Ця конструкція спалює паливо при постійному обсязі і є дещо більш ефективною. До 1927 року, коли робота закінчилася, він досяг близько 13 % теплової ефективності.
- 1908: Брати Сегіни (Августин, Лоран та Луї) розробляють перший роторний двигун, спеціально розроблений для рушія літальних апаратів — французький семициліндровий Gnome Omega, який прототипується в 1908 році і випускається у виробництво.[23]
- 1908: Рене Лорін запатентував конструкцію реактивного двигуна
- 1916: Огюст Рато пропонує використовувати компресори з вихлопними газами для поліпшення висотних характеристик, перший приклад турбокомпресора.

## 1920–1980
- 1920: Вільям Джозеф Стерн звітує перед Королівськими ВПС про те, що у турбінного двигуна в літаках немає майбутнього. Свій аргумент він засновує на надзвичайно низькій ефективності існуючих конструкцій компресорів. Завдяки видатності Штерна його стаття настільки переконлива, що офіційний інтерес до газотурбінних двигунів ніде не існує, хоча це триває недовго.
- 1921: Максим Гійом запатентував газотурбінний двигун з осьовим потоком. Він використовує кілька ступенів як у компресорі, так і в турбіні в поєднанні з однією дуже великою камерою згоряння.
- Тисяча дев'ятсот двадцять-три: Едгар Buckingham в США Національного бюро стандартів публікує доповідь про струменях, приходячи до такого ж висновку, як WJ Stern, що газотурбінний двигун недостатньо ефективний. Зокрема, він зазначає, що реактивний літак використовував би в п'ять разів більше палива, ніж поршневий двигун.[24]
- 1925: шведським інженером Йонасом Гессельманом, представленим двигуном Гессельмана, було вперше застосовано безпосереднє впорскування бензину в двигун із іскровим запалюванням.[25][26]
- 1925: Вільгельм Папе запатентував конструкцію двигуна з постійним обсягом.
- 1926: Алан Арнольд Гріффіт публікує свою новаторську роботу " Аеродинамічна теорія конструкції турбіни", змінюючи низьку довіру до реактивних двигунів. У ній він демонструє, що існуючі компресори "летять в глухий кут", і що значні вдосконалення можна зробити, переробивши лопаті з плоского профілю в аеродинамічний профіль, продовжуючи математично демонструвати, що практичний двигун безумовно можливий, і показуючи, як побудувати турбогвинтовий.
- 1926: Роберт Годдард запускає першу ракету на рідкому паливі
- 1927: Орел Стодола публікує свої "Парові та газові турбіни" - основне посилання для інженерів реактивних двигунів у США.
- 1927: Одновальний турбокомпресор, що базується на конструкції лопаті Гріффіта, випробовується в Королівській авіаційній установі.
- 1929: опублікована дисертація Френка Уітла про реактивні двигуни.
- 1930: Шмідт запатентував імпульсно-реактивний двигун у Німеччині.
- 1935: Ганс фон Огайн створює плани для турбореактивного двигуна і переконує Ернста Хайнкеля розробити робочу модель. Разом з одним механіком фон Огайн розробляє перший у світі турбореактивний двигун на випробувальному стенді.
- 1936: французький інженер Рене Ледук, самостійно перевідкривши конструкцію Рене Лоріна, успішно демонструє перший у світі діючий реактивний літальний апарат.
- 1937: перший успішний запуск газової турбіни сера Френка Уітла для реактивного руху.
- Березень 1937: Хейнкель HeS 1 експериментальний водень підживлюється відцентровий реактивний двигун тестується на Херт.
- 27 серпня 1939: Політ першого у світі турбореактивного силового літака. Прототип піонерського турбореактивного літака Heinkel He 178 V1 Ганса фон Охайна здійснює перший політ на двигуні He S 3 von Ohain.
- 15 травня 1941: Глостер Е.28 / 39 стає першим британським літаком із реактивним двигуном, який здійснює польоти, використовуючи турбореактивний турбореактивний двигун Power Jets W.1, розроблений Френком Віттлом та іншими.
- 1942: Макс Бентеле виявляє в Німеччині, що лопатки турбіни можуть зламатися, якщо коливання знаходяться в її резонансному діапазоні, явище, яке вже відомо в США з досвіду роботи парової турбіни.
- 18 липня 1942 р.: Перший політ реактивного двигуна Messerschmitt Me 262
- 1946: Семюель Бейлін розробляє двигун Байлін, трицикловий двигун внутрішнього згоряння з поворотними поршнями. Грубий, але складний приклад майбутнього двигуна Ванкеля.[27]
- 1951: Інженери Техаської компанії - тобто тепер Шеврон - розробили чотиритактний двигун із паливною форсункою, що використовував так званий процес згоряння Texaco, який на відміну від звичайних чотиритактних бензинових двигунів, що використовував окремий клапан для впуску повітря. бензинової суміші, з двигуном TCP впускний клапан із вбудованим спеціальним кожухом подає повітря до циліндра у вигляді торнадо, а потім паливо впорскується та запалюється свічкою запалювання. Винахідники стверджували, що їх двигун може спалювати майже будь-яке паливо на основі нафти з будь-яким октаном і навіть деякі види пального на спиртовій основі (наприклад, гас, бензин, моторне масло, тракторне масло тощо) без стуку попереднього згоряння та повного спалювання палива. впорскується в циліндр. Незважаючи на те, що розробка до 1950 р. Була досить просунутою, немає даних про комерційне використання механізму TCP.[28]
- 1950-ті: американські фірми починають розробляти концепцію вільно-поршневого двигуна, що є двигуном внутрішнього згоряння без кривошипа.[29]
- 1954: перший робочий прототип Фелікса Ванкеля DKM 54 двигуна Ванкеля

## 1980 по теперішній час
- 1986: Benz Gmbh [30] подає заявку на патентний захист для форми двигуна з шотландським ярмом і починає розробку цього самого. Згодом забудова відмовилася.
- 1996: Ford Motor Company подає патент на компактний турбінний двигун.[31]
- 2004: Hyper-X перший скремджет для підтримки висоти
- 2004 рік: файли Toyota Motor Corp для патентного захисту на нову форму двигуна з шотландським хомутом.[32]

## Запуск двигуна
Перші  двигуни  внутрішнього згоряння запускалися ручним колінчатим рухом. Пізніше були розроблені такі типи стартерних двигунів:
- Допоміжний бензиновий двигун для запуску великого бензинового або дизельного двигуна. Прикладом є стартер гексів
- Стартери картриджів, такі як Коффман двигун стартером, в якому використовується пристрій, як порожній дробовик картридж. Вони були популярні для авіаційних двигунів
- Пневматичні стартери
- Гідравлічні стартери
- Електричні стартери

Електричні стартери в даний момент майже універсальні для малих та середніх двигунів, а пневматичні -  використовуються для великих двигунів.

## Сучасні та історичні поршневі двигуни
Перші поршневі двигуни не стискалися. Вони працювали на повітряно-паливній суміші, яка всмоктується або продуваній під час першої частини ходу впуску. Найбільшою відмінністю між сучасними двигунами внутрішнього згоряння та першими конструкціями двигунів є використання стиснення паливного заряду до згоряння.
Проблема займання палива вирішувалась у ранніх двигунах з розсувними заслінками  та відкритим полум’ям. Для досягнення більшої швидкості обертання двигуна  компанія Daimler примінила гаряча трубка запалювання це дозволило 600 об / хв відразу в його горизонтальному циліндровому двигуні 1883 року і дуже скоро  понад 900 об / хв. Більшість двигунів того часу не могли перевищувати 200 об / хв через їх запалювання та асинхронну систему.
Перший практичний двигун, Ленуар, працював на освітлювальному газі (вугільний газ). Даймлер  тільки в 1883 році  створив двигун, який працював на рідкій нафті - паливі під назвою Ligroin, яке має хімічний склад гексан-н.
Перші двигуни Отто виробляли поштовх протягом усього ходу (як дизель). Двигуни Daimler виробляли більш придатний для використання в мобільних двигунах швидкий імпульс.

## Подальше читання
- Sloss, Robert (January 1911). The Children Of The Gas-Engine: The Revolution In Speed And In Convenience In Transportation - Automobiles, Motor-Cycles, Motor-Boats, Aeroplanes And Other Queer Craft That Ten Years Have Brought. The World's Work: A History of Our Time. XXI: 13869—13877. Архів оригіналу за 24 липня 2020. Процитовано 10 липня 2009.